# Udo Wid
Udo Wid (* 1944 in Oberösterreich) ist ein österreichischer Maler, Konzeptkünstler und Biophysiker.

## Leben und Wirken
Wid war nach seinem Physikstudium an der Universität Wien an wissenschaftlichen Forschungen im Bereich der Biophysik im Reaktorzentrum Seibersdorf beteiligt.
Seine künstlerische Ausbildung erhielt er als Gasthörer an der Akademie der bildenden Künste Wien. Wid war seit 1986 Mitglied der Künstlervereinigung MAERZ und der Wiener Secession. Er beschäftigte sich gleichzeitig mit Kulturtheorie und mit Projekten zur Alltagspraxis und verband dabei Kunst und Wissenschaft.
Mit Mitteln des Wissenschaftsförderungsfonds realisierte er ein erstes ELF-Projekt auf der Hohen Warte. 1977 errichtete er eine als Hütte ausgestaltete ELF-Messstation im Waldviertel und absolvierte dort vier Jahre Leben im Wald. Wid lebt und arbeitet in Wien.

## Ausstellungen (Auswahl)
- Fiktion/non-fiction, Landesgalerie Linz am Oberösterreichischen Landesmuseum, Linz, 1995
- Mit Roman Signer und Clemens Stecher: Konzeptkunst, Synergie der Disziplinen: Brainprints, Wiener Secession, Wien, 1999[2]
- Auge:Experiment, Kärntner Landesgalerie, Klagenfurt am Wörthersee, 2000
- formuliert. Konvergenzen von Schrift und Bild in der Künstlervereinigung MAERZ, Galerie März, Linz, 2009
- Things we never did, Galerie März, Linz, 2010
- Wegmarken, MAERZ 1952–2002, Künstlervereinigung MAERZ, Architekturforum Oberösterreich, Linz, 2013

## Auszeichnungen
- 2007 Kulturpreis des Landes Oberösterreich für den Bereich Interdisziplinäre Kunstformen
- 2009 Österreichischer Kunstpreis für Aktuelle Jahresthemen für Interdisziplinarität

## Medien
- Die Fabrikanten: Unternehmen Eisendorf/Verwehte Grenzen (1993-2004), Dokumentation, 2004
- Gerald Harringer, Michael Rusam: Wid's Kosmos – Künstlerportrait Udo Wid, in: Video auf der Webpräsenz von Gerald Harringer
- ELF - Extremely Low Frequencies (Ein vierteiliges Text-Ton-Stück aus dem Bereich der Forschung über niedrigstfrequente elektromagnetische Wellen von Udo Wid) aus der Reihe Kunstradio – Radiokunst, gesendet am 30. September 2001 um 23:00 Uhr auf Ö1